# فرانچسکو دی جورنو
فرانچسکو دی جورنو (انگلیسی: Francesco Di Giorno؛ زادهٔ ۲۲ فوریهٔ ۲۰۰۰) بازیکن فوتبال است.
از باشگاه‌هایی که در آن بازی کرده‌است می‌توان به باشگاه فوتبال مودنا اشاره کرد.